# Friesoythe
Friesoythe est une ville allemande située en Basse-Saxe, dans l'arrondissement de Cloppenburg.

## Histoire

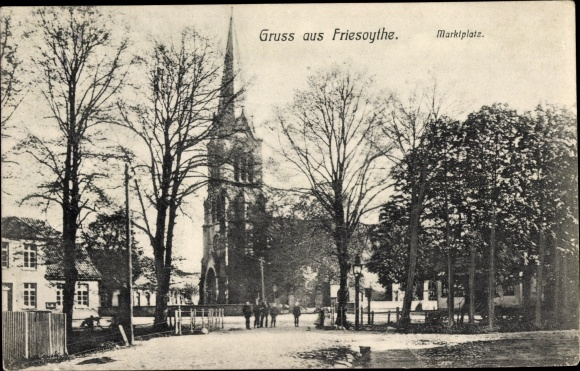
Frieshoythe en 1906.

Friesoythe a été mentionnée pour la première fois dans un document officiel en 1308.
En 1906, un train relie la ville à Cloppenburg. La gare est fermée près de cent ans après, en 2003.

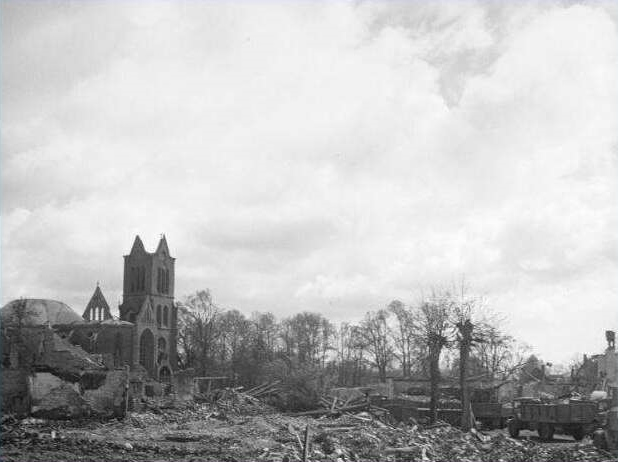
Friesoythe après sa destruction par les troupes canadiennes en avril 1945.

Les 13 et 14 avril 1945, à la fin de la Seconde guerre mondiale, la ville est rasée par les troupes canadiennes de la 4e division blindée canadienne.

## Quartiers
| - Ahrensdorf - Altenoythe - Augustendorf - Edewechterdamm - Eggershausen - Ellerbrock - Friesoythe - Gehlenberg | - Heetberg - Heinfelde - Hohenfeld - Ikenbrügge - Kampe - Kamperfehn - Markhausen - Mehrenkamp | - Neuscharrel - Neuvrees - Pehmertange - Schillburg - Schlingshöhe - Schwaneburg - Schwaneburgermoor - Thüle |

## Personnalités liées à la ville
- Lambert Pancratz (1800-1871), homme politique né à Friesoythe.
- Wilhelm Knelangen (1971-), politologue né à Friesoythe.

## Jumelages
- Świebodzin (Pologne) depuis 2005
- Neuenhagen bei Berlin (Allemagne) depuis 2018
- Grünwald (Allemagne) depuis 2018